# Acanthopsis scullyi
Acanthopsis scullyi là một loài thực vật có hoa trong họ Ô rô. Loài này được Spencer Le Marchant Moore mô tả khoa học đầu tiên năm 1901 dưới danh pháp Blepharis scullyi. Năm 1937, Anna Amelia Obermeyer chuyển nó sang chi Acanthopsis.

## Phân bố
Loài bản địa tây tây bắc tỉnh Cape (Nam Phi).